# Ucrânia nos Jogos Olímpicos de Verão de 2008
A Ucrânia participou dos Jogos Olímpicos de Verão de 2008, em Pequim, na China. O país estreou nos Jogos em 1996 e essa foi sua 4ª participação.

## Medalhas
| Atleta                                                 | Esporte             | Evento                               | Medalha |
| ------------------------------------------------------ | ------------------- | ------------------------------------ | ------- |
| Oleksandr Petriv                                       | Tiro                | Tiro rápido 25 m masculino           | Ouro    |
| Artur Ayvazian                                         | Tiro                | Carabina deitado 50 m masculino      | Ouro    |
| Viktor Ruban                                           | Tiro com arco       | Individual masculino                 | Ouro    |
| Olha Zhovnir Olga Kharlan Halyna Pundyk Olena Khomrova | Esgrima             | Sabre por equipes feminino           | Ouro    |
| Natalya Dobrynska                                      | Atletismo           | Heptatlo feminino                    | Ouro    |
| Inna Osypenko-Radomska                                 | Canoagem            | K-1 500 m feminino                   | Ouro    |
| Vasyl Lomachenko                                       | Boxe                | Peso pena                            | Ouro    |
| Jury Sukhorukov                                        | Tiro                | Carabina três posições masculino     | Prata   |
| Olha Korobka                                           | Halterofilismo      | Mais de 75 kg feminino               | Prata   |
| Vasyl Fedoryshyn                                       | Lutas               | Livre até 60 kg masculino            | Prata   |
| Andriy Stadnik                                         | Lutas               | Livre até 66 kg masculino            | Prata   |
| Iryna Lishchynska                                      | Atletismo           | 1500 m feminino                      | Prata   |
| Roman Gontiuk                                          | Judô                | Até 81 kg masculino                  | Bronze  |
| Illya Kvasha Oleksiy Prygorov                          | Saltos ornamentais  | Trampolim 3 m sincronizado masculino | Bronze  |
| Armen Vardanyan                                        | Lutas               | Greco-romana até 66 kg masculino     | Bronze  |
| Irini Merleni                                          | Lutas               | Livre até 48 kg feminino             | Bronze  |
| Natalya Davydova                                       | Halterofilismo      | Até 69 kg feminino                   | Bronze  |
| Lesya Kalitovska                                       | Ciclismo            | Perseguição individual feminino      | Bronze  |
| Olena Antonova                                         | Atletismo           | Arremesso de disco feminino          | Bronze  |
| Oleksandr Vorobiov                                     | Ginástica artística | Argolas                              | Bronze  |
| Taras Danko                                            | Lutas               | Livre até 84 kg masculino            | Bronze  |
| Victoria Tereshuk                                      | Pentatlo moderno    | Feminino                             | Bronze  |
| Yuriy Cheban                                           | Canoagem            | C-1 500 m masculino                  | Bronze  |
| Denys Yurchenko                                        | Atletismo           | Salto com vara masculino             | Bronze  |
| Vyacheslav Glazkov                                     | Boxe                | Peso superpesado                     | Bronze  |
| Nataliya Tobias                                        | Atletismo           | 1500 m feminino                      | Bronze  |
| Anna Bessonova                                         | Ginástica rítmica   | Individual geral                     | Bronze  |

## Desempenho

### Atletismo
Masculino
Pista e estrada
| Atleta               | Eventos               | Elim.     | Elim. | Quartas de final | Quartas de final | Semifinal   | Semifinal   | Final       | Final       |
| Atleta               | Eventos               | Resultado | Pos.  | Resultado        | Pos.             | Resultado   | Pos.        | Resultado   | Pos.        |
| -------------------- | --------------------- | --------- | ----- | ---------------- | ---------------- | ----------- | ----------- | ----------- | ----------- |
| Dmytro Glushchenko   | 100 m                 | 10.92     | 5     | Não avançou      | Não avançou      | Não avançou | Não avançou | Não avançou | Não avançou |
| Ihor Bodrov          | 200 m                 | 21.38     | 6     | Não avançou      | Não avançou      | Não avançou | Não avançou | Não avançou | Não avançou |
| Myhaylo Knysh        | 400 m                 | 46.28     | 6     |                  |                  | Não avançou | Não avançou | Não avançou | Não avançou |
| Ivan Heshko          | 1500 m                | DNS       | DNS   |                  |                  | Não avançou | Não avançou | Não avançou | Não avançou |
| Andriy Kovenko       | 20 km marcha atlética |           |       |                  |                  |             |             | 1:22:59     | 24          |
| Sergiy Budza         | 50 km marcha atlética |           |       |                  |                  |             |             | 3:58:21     | 24          |
| Oleksiy Shelest      | 50 km marcha atlética |           |       |                  |                  |             |             | 3:59:46     | 27          |
| Oleksiy Kazanin      | 50 km marcha atlética |           |       |                  |                  |             |             | DNF         |             |
| Vasyl Matviychuk     | Maratona              |           |       |                  |                  |             |             | 2:17:50     | 27          |
| Olexandr Kuzin       | Maratona              |           |       |                  |                  |             |             | DNF         |             |
| Oleksandr Sitkovskyy | Maratona              |           |       |                  |                  |             |             | DNF         |             |

Campo
| Atleta             | Eventos                     | Elim.     | Elim. | Final       | Final             |
| Atleta             | Eventos                     | Resultado | Pos.  | Resultado   | Pos.              |
| ------------------ | --------------------------- | --------- | ----- | ----------- | ----------------- |
| Yuriy Bilonog      | Arremesso de peso masculino | 20.36 m   | 7     | 20.63 m     | 6                 |
| Andriy Semenov     | Arremesso de peso           | 20.01 m   | 14    | Não avançou | Não avançou       |
| Yevhen Vynohradov  | Arremesso de martelo        | 74.49 m   | 14    | Não avançou | Não avançou       |
| Artem Rubanko      | Arremesso de martelo        | 74.47 m   | 15    | Não avançou | Não avançou       |
| Ihor Tuhay         | Arremesso de martelo        | 71.89 m   | 24    | Não avançou | Não avançou       |
| Andriy Makarchev   | Salto em distância          | 7.77 m    | 23    | Não avançou | Não avançou       |
| Oleksiy Semenov    | Arremesso de disco          | 60.18 m   | 24    | Não avançou | Não avançou       |
| Denys Yurchenko    | Salto com vara              | 5.65 m    | 4 Q   | 5.70 m      | Medalha de bronze |
| Maksym Mazuryk     | Salto com vara              | 5.55 m    | 16    | Não avançou | Não avançou       |
| Oleksandr Korchmid | Salto com vara              | 5.35 m    | 22    | Não avançou | Não avançou       |
| Viktor Iastrebov   | Salto triplo                | 16.52 m   | 26    | Não avançou | Não avançou       |
| Viktor Kuznyetsov  | Salto triplo                | 17.11 m   | 12    | 16.87 m     | 8                 |
| Mykola Savolaynen  | Salto triplo                | 17.00 m   | 16    | Não avançou | Não avançou       |
| Dmytro Demyanyuk   | Salto em altura             | 2.20 m    | 21    | Não avançou | Não avançou       |
| Yuri Krimarenko    | Salto em altura             | 2.15 m    | 33    | Não avançou | Não avançou       |
| Oleksandr Nartov   | Salto em altura             | 2.10 m    | 39    | Não avançou | Não avançou       |
| Roman Avramenko    | Lançamento de dardo         | 71.64 m   | 28    | Não avançou | Não avançou       |

Decatlo
| Decatlo     | Evento  | Oleksiy Kasyanov | Oleksiy Kasyanov | Oleksiy Kasyanov |
| Decatlo     | Evento  | Res.             | Pts.             | Pos.             |
|             | 100 m   | 10.53            | 968              | 3                |
| Salto dist. | 7.56    | 950              | 6                |                  |
| Arr. peso   | 15.15   | 799              | 7                |                  |
| Salto alt.  | 1.96    | 767              | 23               |                  |
| 400 m       | 47.70   | 924              | 3                |                  |
| 110 m barr. | 14.27   | 927              | 12               |                  |
| Arr. disco  | 48.39   | 837              | 6                |                  |
| Salto vara  | 4.30    | 702              | 19               |                  |
| Lanç. dardo | 51.59   | 612              | 21               |                  |
| 1500 m      | 4:28.94 | 752              | 3                |                  |
| Final       |         |                  | 8238             | 7                |

Feminino
Pista e estrada
| Nataliya Pohrebnyak                                                  | 100 m                 | 11.60   | 4 q | 11.55 | 8   | Não avançou | Não avançou | Não avançou | Não avançou       |             |             |
| Nataliia Pygyda                                                      | 200 m                 | 22.91   | 1 Q | 23.03 | 4 q | 22.95       | 6           | Não avançou | Não avançou       |             |             |
| Antonina Yefremova                                                   | 400 m                 | 53.22   | 36  |       |     | Não avançou | Não avançou | Não avançou | Não avançou       |             |             |
| Yuliya Krevsun                                                       | 800 m                 | 2:00.21 | 10  |       |     | 1:57.32     | 3           | 1:58.73     | 7                 |             |             |
| Tatiana Petliuk                                                      | 800 m                 | 2:00.00 | 6   |       |     | 1:59.27     | 14          | Não avançou | Não avançou       | Não avançou | Não avançou |
| Anna Mishchenko                                                      | 1500 m                | 4:05.61 | 4 q |       |     |             |             | 4:05.13     | 9                 |             |             |
| Iryna Lishchynska                                                    | 1500 m                | 4:13.60 | 1 Q |       |     |             |             | 4:01.63     | Medalha de prata  |             |             |
| Nataliya Tobias                                                      | 1500 m                | 4:03.19 | 2 Q |       |     |             |             | 4:01.76     | Medalha de bronze |             |             |
| Nataliya Berkut                                                      | 10000 m               |         |     |       |     |             |             | DNS         |                   |             |             |
| Yevgeniya Snihur                                                     | 100 m com barreiras   | 13.06   | 21  |       |     | Não avançou | Não avançou | Não avançou | Não avançou       |             |             |
| Anastasiya Rabchenyuk                                                | 400 m com barreiras   | 55.18   | 3   |       |     |             |             | 53.96       | 4                 |             |             |
| Valentyna Horpynych                                                  | 3000 m com obstáculos | 9:43.95 | 11  |       |     |             |             | Não avançou | Não avançou       |             |             |
| Nataliia Pygyda Nataliya Pohrebnyak Iryna Shepetyuk Oksana Shcherbak | 4x100 m               | 43.22   | 7   |       |     | DSQ         | DSQ         | Não avançou | Não avançou       |             |             |
| Oksana Shcherbak Tetiana Petliuk Kseniya Karandyuk Nataliia Pygyda   | 4x400 m               | 3:27.91 | 10  |       |     | 3:27.44     | 10          | Não avançou | Não avançou       |             |             |
| Vira Zozulya                                                         | 20 km marcha atlética |         |     |       |     |             |             | 1:30:31     | 17                |             |             |
| Nadiya Prokopuk                                                      | 20 km marcha atlética |         |     |       |     |             |             | 1:35:50     | 34                |             |             |
| Tatiana Filonyuk                                                     | Maratona              |         |     |       |     |             |             | 2:33:35     | 31                |             |             |
| Oksana Sklyarenko                                                    | Maratona              |         |     |       |     |             |             | 2:55:39     | 69                |             |             |

Campo
| Atleta              | Eventos              | Elim.     | Elim. | Final       | Final             |
| Atleta              | Eventos              | Resultado | Pos.  | Resultado   | Pos.              |
| ------------------- | -------------------- | --------- | ----- | ----------- | ----------------- |
| Olga Saladukha      | Salto triplo         | 14.46 m   | 7     | 14.70 m     | 9                 |
| Liliya Kulyk        | Salto triplo         | 13.66 m   | 24    | Não avançou | Não avançou       |
| Svitlana Mamieieva  | Salto triplo         | 14.01 m   | 13    | Não avançou | Não avançou       |
| Natalya Kushch      | Salto com vara       | 4.15 m    | 27    | Não avançou | Não avançou       |
| Vita Palamar        | Salto em altura      | 1.93 m    | 8 q   | 1.99 m      | 5                 |
| Vita Styopina       | Salto em altura      | 1.93 m    | 1 q   | 1.93 m      | 12                |
| Olena Antonova      | Arremesso de disco   | 61.25 m   | 11 q  | 62.59 m     | Medalha de bronze |
| Kateryna Karsak     | Arremesso de disco   | 58.61 m   | 21    | Não avançou | Não avançou       |
| Natalia Semonova    | Arremesso de disco   | 60.18 m   | 14    | Não avançou | Não avançou       |
| Iryna Novozhylova   | Arremesso de martelo | 68.11 m   | 13    | Não avançou | Não avançou       |
| Iryna Sekachova     | Arremesso de martelo | 67.47 m   | 24    | Não avançou | Não avançou       |
| Inna Sayenko        | Arremesso de martelo | 66.92 m   | 25    | Não avançou | Não avançou       |
| Olha Ivankova       | Lançamento de dardo  | 57.05 m   | 25    | Não avançou | Não avançou       |
| Tetyana Lyakhovych  | Lançamento de dardo  | 55.50 m   | 35    | Não avançou | Não avançou       |
| Vira Rebryk         | Lançamento de dardo  | 59.05 m   | 16    | Não avançou | Não avançou       |
| Lyudmila Blonska    | Salto em distância   | 6.76 m    | DSQ   | Não avançou | Não avançou       |
| Viktoriya Rybalko   | Salto em distância   | 6.43 m    | 23    | Não avançou | Não avançou       |
| Oleksandra Stadnyuk | Salto em distância   | 6.19 m    | 32    | Não avançou | Não avançou       |

Heptatlo
| Atleta            | Eventos  | 100 m com barreiras | 100 m com barreiras | Salto em altura | Salto em altura | Arremesso de peso | Arremesso de peso | 200 m | 200 m | Salto em distância | Salto em distância | Lançamento de dardo | Lançamento de dardo | 800 m   | 800 m | Final | Final           |
| Atleta            | Eventos  | Tempo               | Pts.                | Dist.           | Pts.            | Dist.             | Pts.              | Tempo | Pts.  | Dist.              | Pts.               | Dist.               | Pts.                | Tempo   | Pts.  | Pts.  | Pos.            |
| ----------------- | -------- | ------------------- | ------------------- | --------------- | --------------- | ----------------- | ----------------- | ----- | ----- | ------------------ | ------------------ | ------------------- | ------------------- | ------- | ----- | ----- | --------------- |
| Natalya Dobrynska | Heptatlo | 13.44               | 1059                | 1.80            | 978             | 17.29             | 1015              | 24.39 | 944   | 6.63               | 1049               | 48.60               | 833                 | 2:17.72 | 855   | 6733  | Medalha de ouro |
| Lyudmila Blonska  | Heptatlo | 13.31               | 1078                | 1.86            | 1054            | 14.29             | 813               | 24.14 | 967   | 6.48               | 1001               | 47.60               | 814                 | 2:09.44 | 973   | 6700  | DSQ             |
| Hanna Melnichenko | Heptatlo | 13.52               | 1047                | 1.80            | 978             | 13.18             | 739               | 24.35 | 947   | 6.40               | 975                | 35.89               | 589                 | 2:15.23 | 890   | 6165  | 14              |

### Badminton
| Atleta               | Evento            | Fase de 64                   | Fase de 32                | Oitavas de final       | Quartas de final       | Semifinais             | Final                  | Final       |
| Atleta               | Evento            | Adversário e resultado       | Adversário e resultado    | Adversário e resultado | Adversário e resultado | Adversário e resultado | Adversário e resultado | Pos.        |
| -------------------- | ----------------- | ---------------------------- | ------------------------- | ---------------------- | ---------------------- | ---------------------- | ---------------------- | ----------- |
| Vladislav Druzchenko | Simples masculino | FIN Lång D 12-21, 19-21      | Não avançou               | Não avançou            | Não avançou            | Não avançou            | Não avançou            | Não avançou |
| Larisa Griga         | Simples feminino  | ITA Allegrini V 21-15, 21-11 | IND Nehwal D 18-21, 10-21 | Não avançou            | Não avançou            | Não avançou            | Não avançou            | Não avançou |

### Boxe
| Atleta                | Evento        | Fase de 32             | Oitavas de final       | Quartas de final       | Semifinais             | Final                  | Pos.              |
| Atleta                | Evento        | Adversário e resultado | Adversário e resultado | Adversário e resultado | Adversário e resultado | Adversário e resultado | Pos.              |
| --------------------- | ------------- | ---------------------- | ---------------------- | ---------------------- | ---------------------- | ---------------------- | ----------------- |
| Georgiy Chygayev      | Mosca-ligeiro | RUS Ayrapetyan V 13-11 | CUB Hernández D 3-21   | Não avançou            | Não avançou            | Não avançou            | Não avançou       |
| Vasyl Lomachenko      | Pena          | RUS Selimov V 14-7     | UZB Sooltonov V 13-1   | CHN Li Yang V 12-3     | TUR Kılıç V 10-1       | FRA Djelkhir V RSC     | Medalha de ouro   |
| Olexandr Klyuchko     | Leve          | CHN Qing D 8-10        | Não avançou            | Não avançou            | Não avançou            | Não avançou            | Não avançou       |
| Oleksandr Stretskyy   | Meio-médio    | DOM Castillo V 9-6     | BAH Johnson D 4-9      | Não avançou            | Não avançou            | Não avançou            | Não avançou       |
| Sergiy Derevyanchenko | Médio         | CHN Wang V 15-6        | CUB Correa D 4-18      | Não avançou            | Não avançou            | Não avançou            | Não avançou       |
| Oleksandr Usyk        | Pesado        | CHN Yushan V 23-4      | ITA Russo D 4-7        | Não avançou            | Não avançou            | Não avançou            | Não avançou       |
| Vyacheslav Glazkov    | Superpesado   |                        | CUB Alfonso V 5-3      | ALG Ouatah V 10-4      | CHN Zhilei D W.O.      | Não avançou            | Medalha de bronze |

### Canoagem Velocidade
| Atleta                            | Evento               | Elims.   | Elims. | Semifinais | Semifinais | Final       | Final             |
| Atleta                            | Evento               | Tempo    | Pos.   | Tempo      | Pos.       | Tempo       | Pos.              |
| --------------------------------- | -------------------- | -------- | ------ | ---------- | ---------- | ----------- | ----------------- |
| Yuriy Cheban                      | C-1 500 m masculino  | 1:49.454 | 3 S    | 1:51.507   | 1 Q        | 1:48.766    | Medalha de bronze |
| Yuriy Cheban                      | C-1 1000 m masculino | 4:23.188 | 6 S    | 4:06.095   | 7          | Não avançou | Não avançou       |
| Sergiy Bezuglyy Maksym Prokopenko | C-2 500 m masculino  | 1:42.054 | 3 Q    |            |            | 1:44.157    | 7                 |
| Ruslan Dzhalilov Petro Kruk       | C-2 1000 m masculino | 4:06.744 | 7 S    | 3:46.050   | 5          | Não avançou | Não avançou       |
| Inna Osypenko-Radomska            | K-1 500 m feminino   | 1:49.776 | 5 S    | 1:51.558   | 1          | 1:50.673    | Medalha de ouro   |

### Ciclismo Estrada
| Atleta              | Evento                             | Tempo              | Pos. |
| ------------------- | ---------------------------------- | ------------------ | ---- |
| Andriy Grivko       | Corrida em estrada masculina       | DNF                | DNF  |
| Andriy Grivko       | Estrada contra o relógio masculino | 1:08:01.25 (+5:49) | 31º  |
| Denys Kostyuk       | Corrida em estrada masculina       | 6:39:42 (+15:53)   | 76º  |
| Denys Kostyuk       | Estrada contra o relógio masculino | 1:09:04.04 (+6:52) | 36º  |
| Ruslan Pidgornyy    | Corrida em estrada masculina       | 6:34:22 (+10:33)   | 52º  |
| Yaroslav Popovych   | Corrida em estrada masculina       | 6:26:17 (+2:28)    | 35º  |
| Oksana Kashchyshyna | Corrida em estrada feminina        | 3:34:13 (+ 1:17)   | 42º  |
| Tatiana Stiajkina   | Corrida em estrada feminina        | 3:33:17 (+ 0:41)   | 32º  |
| Yevgeniya Vysotska  | Corrida em estrada feminina        | 3:32:55 (+ 0:25)   | 22º  |

### Ciclismo Mountain Bike
| Atleta         | Evento                  | Tempo | Pos. |
| -------------- | ----------------------- | ----- | ---- |
| Sergii Rysenko | Cross-country masculino | DNF   | DNF  |

### Ciclismo Pista
Perseguição
| Atleta                                                                  | Evento                            | Qualif.  | Qualif. | 1ª fase                 | 1ª fase     | Finais                              | Finais            |
| Atleta                                                                  | Evento                            | Tempo    | Pos.    | Adversário e resultado  | Pos.        | Adversário e resultado              | Pos.              |
| ----------------------------------------------------------------------- | --------------------------------- | -------- | ------- | ----------------------- | ----------- | ----------------------------------- | ----------------- |
| Volodymyr Dyudya                                                        | Perseguição individual masculino  | 4:21.530 | 4       | GBR Burke 4:30:321      | 5           | Não avançou                         | Não avançou       |
| Vitaliy Popkov                                                          | Perseguição individual masculino  | 4:30.321 | 14      | Não avançou             | Não avançou | Não avançou                         | Não avançou       |
| Lesya Kaltovska                                                         | Perseguição individual feminino   | 3:31.942 | 3       | LTU Sereikaite 3:36.808 | 3           | Disp. do bronze NZL Shanks 3:34.156 | Medalha de bronze |
| Volodymyr Dyudya Lyubomyr Polatayko Maksym Polishchyuk Vitaliy Shchedov | Perseguição por equipes masculino | 4:07.883 | 9       | Não avançou             | Não avançou | Não avançou                         | Não avançou       |

Keirin
| Atleta           | Evento           | 1ª fase | Repescagem | 2ª fase     | Finais |
| Atleta           | Evento           | Pos.    | Pos.       | Pos.        | Pos.   |
| ---------------- | ---------------- | ------- | ---------- | ----------- | ------ |
| Andrii Vynokurov | Keirin masculino | 4       | 2          | Não avançou | 13     |

Corridas por pontos
| Atleta                             | Evento               | Pontos/Voltas | Pos. |
| ---------------------------------- | -------------------- | ------------- | ---- |
| Volodymyr Rybin                    | Por pontos masculino | 2             | 8    |
| Lesya Kaltovska                    | Por pontos feminino  | 10            | 5    |
| Lyubomyr Polatayko Volodymyr Rybin | Madison masculino    | -3            | 15   |

### Esgrima
| Atleta                                                         | Evento                       | Fase de 64              | Fase de 32             | Oitavas de final       | Quartas de final       | Semifinais                      | Final                                 | Pos.                                  |
| Atleta                                                         | Evento                       | Adversário e resultado  | Adversário e resultado | Adversário e resultado | Adversário e resultado | Adversário e resultado          | Adversário e resultado                | Pos.                                  |
| -------------------------------------------------------------- | ---------------------------- | ----------------------- | ---------------------- | ---------------------- | ---------------------- | ------------------------------- | ------------------------------------- | ------------------------------------- |
| Bogdan Nikishyn                                                | Espada individual masculino  | RSA Wood V 15-7         | SUI Kauter D 12-15     | Não avançou            | Não avançou            | Não avançou                     | Não avançou                           | Não avançou                           |
| Dmytro Chumak                                                  | Espada individual masculino  |                         | VEN Limardo V 15-13    | KOR Sun Jung D 7-15    | Não avançou            | Não avançou                     | Não avançou                           | Não avançou                           |
| Maksym Khvorost                                                | Espada individual masculino  |                         | CAN Tikhomirov D 11-15 | Não avançou            | Não avançou            | Não avançou                     | Não avançou                           | Não avançou                           |
| Maksym Khvorost Dmytro Chumak Bogdan Nikishyn Vitalii Medvedev | Espada por equipes masculino |                         |                        |                        | POL Polônia D 37-45    | Disp. 5º-8º HUN Hungria D 29-49 | Disp. 7º-8º KOR Coreia do Sul V 41-39 | Disp. 7º-8º KOR Coreia do Sul V 41-39 |
| Yana Shemyakina                                                | Espada individual feminino   |                         | PAN Luna D 13-15       | Não avançou            | Não avançou            | Não avançou                     | Não avançou                           | Não avançou                           |
| Olga Leleiko                                                   | Florete individual feminino  | POL Mroczkiewicz D 9-15 | Não avançou            | Não avançou            | Não avançou            | Não avançou                     | Não avançou                           | Não avançou                           |
| Olga Kharlan                                                   | Sabre individual feminino    | ITA Marzocca V 15-8     | USA Jacobson D 13-15   | Não avançou            | Não avançou            | Não avançou                     | Não avançou                           | Não avançou                           |
| Olena Khomrova                                                 | Sabre individual feminino    | POL Socha V 15-11       | RUS Dyachenko V 15-14  | USA Jacobson D 11-15   | Não avançou            | Não avançou                     | Não avançou                           | Não avançou                           |
| Halyna Pundyk                                                  | Sabre individual feminino    | RSA du Plooy V 15-7     | RUS Velikaya D 7-15    | Não avançou            | Não avançou            | Não avançou                     | Não avançou                           | Não avançou                           |
| Olha Zhovnir Olga Kharlan Halyna Pundyk Olena Khomrova         | Sabre por equipes feminino   |                         |                        |                        | RUS Rússia V 45-34     | USA Estados Unidos V 45-39      | CHN China V 45-44                     | Medalha de ouro                       |

### Ginástica artística
| Atleta                                                                                             | Evento              | Aparelho | Aparelho | Aparelho | Aparelho | Aparelho | Aparelho | Aparelho | Aparelho | Qual.   | Qual. | Final       | Final             |
| Atleta                                                                                             | Evento              | VT       | FX       | PH       | SR       | PB       | HB       | UB       | BB       | Total   | Pos.  | Total       | Pos.              |
| -------------------------------------------------------------------------------------------------- | ------------------- | -------- | -------- | -------- | -------- | -------- | -------- | -------- | -------- | ------- | ----- | ----------- | ----------------- |
| Valeri Goncharov                                                                                   | Masculino           |          |          |          |          | 16.000   | 13.850   | -        | -        | 29.850  | 89    | Não avançou | Não avançou       |
| Oleksandr Vorobiov                                                                                 | Masculino           |          |          |          | 16.250 Q |          |          | -        | -        | 16.250  | 96    | Não avançou | Não avançou       |
| Oleksandr Vorobiov                                                                                 | Argolas             |          |          |          |          |          |          |          |          | 16.250  | 3 Q   | 16.325      | Medalha de bronze |
| Valentyna Holenkova                                                                                | Feminino            | 13.975   | 14.375   | -        | -        | -        | -        | 14.275   | 14.125   | 56.750  | 37 R  | Não avançou | Não avançou       |
| Anastasiia Koval                                                                                   | Feminino            |          | 16.325 Q | -        | -        | -        | -        |          | 13.000   | 29.325  | 85    | Não avançou | Não avançou       |
| Anastasiia Koval                                                                                   | Barras assimétricas |          |          |          |          |          |          |          |          | 16.325  | 3 Q   | 16.375      | 5                 |
| Alina Kozich                                                                                       | Feminino            | 14.975   | 13.625   | -        | -        | -        | -        | 15.175   | 12.000   | 55.775  | 45    | Não avançou | Não avançou       |
| Iryna Krasnianska                                                                                  | Feminino            | 14.200   | 14.250   | -        | -        | -        | -        | 15.025   |          | 43.475  | 69    | Não avançou | Não avançou       |
| Maryna Proskurina                                                                                  | Feminino            | 14.850   |          | -        | -        | -        | -        | 14.625   | 13.675   | 43.150  | 74    | Não avançou | Não avançou       |
| Dariya Zgoba                                                                                       | Feminino            |          | 15.675 Q | -        | -        | -        | -        | 14.875   |          | 30.550  | 81    | Não avançou | Não avançou       |
| Dariya Zgoba                                                                                       | Barras assimétricas |          |          |          |          |          |          |          |          | 15.675  | 7 Q   | 14.875      | 8                 |
| Valentyna Holenkova Anastasiia Koval Alina Kozich Iryna Krasnianska Maryna Proskurina Dariya Zgoba | Equipes             | 58.000   | 60.625   | -        | -        | -        | -        | 59.700   | 52.800   | 231.125 | 11    | Não avançou | Não avançou       |

### Ginástica rítmica
| Atleta          | Evento     | Qual.  | Qual.  | Qual.  | Qual.  | Qual.  | Qual. | Final  | Final  | Final  | Final  | Final  | Final             |
| Atleta          | Evento     | Corda  | Arco   | Maça   | Fita   | Total  | Pos.  | Corda  | Arco   | Maça   | Fita   | Total  | Pos.              |
| --------------- | ---------- | ------ | ------ | ------ | ------ | ------ | ----- | ------ | ------ | ------ | ------ | ------ | ----------------- |
| Anna Bessonova  | Individual | 17.950 | 18.450 | 18.100 | 18.325 | 72.825 | 3 Q   | 17.975 | 17.775 | 17.900 | 18.225 | 71.875 | Medalha de bronze |
| Natalia Godunko | Individual | 17.500 | 17.375 | 17.650 | 16.875 | 69.400 | 6 Q   | 16.700 | 17.500 | 17.525 | 17.125 | 68.850 | 7                 |

| Atleta                                                                                              | Evento  | Qual.    | Qual.             | Qual.  | Qual. | Final    | Final             | Final  | Final |
| Atleta                                                                                              | Evento  | 5 Cordas | 3 Arcos & 2 Maças | Total  | Pos.  | 5 Cordas | 3 Arcos & 2 Maças | Total  | Pos.  |
| --------------------------------------------------------------------------------------------------- | ------- | -------- | ----------------- | ------ | ----- | -------- | ----------------- | ------ | ----- |
| Krystyna Cherepenina Olena Dmytrash Alina Maksymenko Vira Perederiy Yuliya Slobodyan Vita Zubchenko | Equipes | 15.800   | 15.825            | 31.625 | 6 Q   | 15.975   | 15.125            | 31.100 | 8     |

### Ginástica de trampolim
| Atleta        | Evento    | Elims. | Elims. | Final  | Final |
| Atleta        | Evento    | Escore | Pos.   | Escore | Pos.  |
| ------------- | --------- | ------ | ------ | ------ | ----- |
| Yuri Nikitin  | Masculino | 70.70  | 4      | 39.80  | 5     |
| Olena Movchan | Feminino  | 64.80  | 6      | 36.60  | 4     |

### Halterofilismo
| Atleta            | Evento            | Arranque | Arranque | Arremesso | Arremesso | Total | Pos.              |
| Atleta            | Evento            | Res.     | Pos.     | Res.      | Pos.      | Total | Pos.              |
| ----------------- | ----------------- | -------- | -------- | --------- | --------- | ----- | ----------------- |
| Artem Ivanov      | -94 kg masculino  | 170.0    | 11       | 210.0     | 11        | 380.0 | 11                |
| Igor Razoronov    | -105 kg masculino | 187.0    | 6        | 223.0     | 8         | 410.0 | DSQ               |
| Oleksiy Torokhtiy | -105 kg masculino | 177.0    | 11       | 213.0     | 12        | 390.0 | 11                |
| Ihor Shymechko    | +105 kg masculino | 201.0    | 5        | 232.0     | 6         | 433.0 | 5                 |
| Artem Udachyn     | +105 kg masculino | 207.0    | 3        | 235.0     | 4         | 442.0 | 4                 |
| Natalya Davydova  | -69 kg feminino   | 115.0    | 2        | 135.0     | 3         | 250.0 | Medalha de bronze |
| Nadiya Myronyuk   | -75 kg feminino   | 105.0    | 10       | 132.0     | 9         | 237.0 | 9                 |
| Yuliya Dovhal     | +75 kg feminino   | 118.0    | 5        | 140.0     | 7         | 258.0 | 7                 |
| Olha Korobka      | +75 kg feminino   | 124.0    | 2        | 153.0     | 2         | 270.0 | Medalha de prata  |

### Hipismo
Saltos individual
| Atleta                    | Cavalo          | Ind. Fase 1 | Ind. Fase 1 | Ind. Fase 2 | Ind. Fase 2 | Ind. Fase 2 | Ind. Fase 3 | Ind. Fase 3 | Ind. Fase 3 | Final       | Final       | Final       | Final       | Final       | Final       |
| Atleta                    | Cavalo          | Ind. Fase 1 | Ind. Fase 1 | Ind. Fase 2 | Ind. Fase 2 | Ind. Fase 2 | Ind. Fase 3 | Ind. Fase 3 | Ind. Fase 3 | Fase A      | Fase A      | Fase B      | Fase B      | Total       | Total       |
| Atleta                    | Cavalo          | Pen.        | Pos.        | Pen.        | Total       | Pos.        | Pen.        | Total       | Pos.        | Pen.        | Pos.        | Pen.        | Pos.        | Pen.        | Pos.        |
| ------------------------- | --------------- | ----------- | ----------- | ----------- | ----------- | ----------- | ----------- | ----------- | ----------- | ----------- | ----------- | ----------- | ----------- | ----------- | ----------- |
| Jean-Claude Vangeenberghe | Quintus         | 5           | 39          | 8           | 13          | 33          | 4           | 17          | 33          | 4           | 11          | 4           | 10          | Não avançou | Não avançou |
| Björn Nagel               | Magic Bengtsson | 10          | 56          | 9           | 19          | 44          | DNS         | DNS         | DNS         | Não avançou | Não avançou | Não avançou | Não avançou | Não avançou | Não avançou |
| Katharina Offel           | Lord Spezi      | 27          | 73          | 17          | 44          | 65          | Não avançou | Não avançou | Não avançou | Não avançou | Não avançou | Não avançou | Não avançou | Não avançou | Não avançou |
| Aleksander Onishchenko    | Codar           | 18          | 70          | Não avançou | Não avançou | Não avançou | Não avançou | Não avançou | Não avançou | Não avançou | Não avançou | Não avançou | Não avançou | Não avançou | Não avançou |

Saltos por equipes
| Atleta                                                                       | Cavalo    | Final 1 | Final 1 | Final 2     | Final 2     | Final 2     |
| Atleta                                                                       | Cavalo    | Pen.    | Pos.    | Pen.        | Total Pen.  | Pos.        |
| ---------------------------------------------------------------------------- | --------- | ------- | ------- | ----------- | ----------- | ----------- |
| Jean-Claude Vangeenberghe Björn Nagel Katharina Offel Aleksander Onishchenko | os mesmos | 34      | 12      | Não avançou | Não avançou | Não avançou |

### Judô
| Atleta             | Evento            | Preliminar                 | Fase de 32                | Oitavas de final           | Quartas de final         | Semifinais               | Repescagem 1ª fase       | Repescagem Quartas de final   | Repescagem Semifinais    | Final                                        | Pos.                                      |
| Atleta             | Evento            | Adversário e resultado     | Adversário e resultado    | Adversário e resultado     | Adversário e resultado   | Adversário e resultado   | Adversário e resultado   | Adversário e resultado        | Adversário e resultado   | Adversário e resultado                       | Pos.                                      |
| ------------------ | ----------------- | -------------------------- | ------------------------- | -------------------------- | ------------------------ | ------------------------ | ------------------------ | ----------------------------- | ------------------------ | -------------------------------------------- | ----------------------------------------- |
| Maksym Korotun     | −60 kg masculino  | BRA Lourenço D 0001 / 1001 | Não avançou               | Não avançou                | Não avançou              | Não avançou              | Não avançou              | Não avançou                   | Não avançou              | Não avançou                                  | Não avançou                               |
| Gennadiy Bilodid   | −73 kg masculino  |                            |                           | RUS Mezhidov V 1000 / 0000 | TJK Boqiev D 0000 /1000  | Não avançou              | Não avançou              | COD Kibanza V 0011 / 0001     | CHN Si V 0001 / 0000     | Disp. 3º lugar BRA Guilheiro D1000 / 0001    | Disp. 3º lugar BRA Guilheiro D1000 / 0001 |
| Roman Gontiuk      | −81 kg masculino  |                            |                           | TOG Denanydh V 1010 / 0001 | COL Valles V 0110 / 0001 | GBR Burton V 0121 / 0010 | GER Bischof D 0001/ 0011 | Não avançou                   | Não avançou              | Disp. 3º lugar MGL Damdinsuren V 0110 / 0100 | Medalha de bronze                         |
| Valentyn Grekov    | −90 kg masculino  | VEN Lascarro D 0000/1000   | Não avançou               | Não avançou                | Não avançou              | Não avançou              | Não avançou              | Não avançou                   | Não avançou              | Não avançou                                  | Não avançou                               |
| Yevgen Sotnikov    | +100 kg masculino |                            |                           | BRA Schlittler D 0001/0010 | Não avançou              | Não avançou              | Não avançou              | Não avançou                   | Não avançou              | Não avançou                                  | Não avançou                               |
| Lyudmyla Lusnikova | −48 kg feminino   |                            | TUR M'barki V 0221 / 0000 | KOR Yong-Ram D 0000'/0100  | Não avançou              | Não avançou              | Não avançou              | Não avançou                   | Não avançou              | Não avançou                                  | Não avançou                               |
| Natliya Smal       | −70 kg feminino   |                            |                           | GER Bohm D 0010 / 1001     | Não avançou              | Não avançou              | Não avançou              | SEN Mendy V 0201 / 0000       | ESP Iglesias D 0000/0011 | Não avançou                                  | Não avançou                               |
| Maryna Pryschchepa | −78 kg feminino   |                            | GER Wollert D 0011 / 0010 | Não avançou                | Não avançou              | Não avançou              | Não avançou              | Não avançou                   | Não avançou              | Não avançou                                  | Não avançou                               |
| Maryna Prokof'yeva | +78 kg feminino   |                            |                           |                            | CHN Wen D 0010/ 0011     | Não avançou              | Não avançou              | RUS Donguzashvili D 0000/0010 | Não avançou              | Não avançou                                  | Não avançou                               |

### Lutas
Livre masculino
| Atleta           | Evento  | Qualificação           | Oitavas de final                  | Quartas de final            | Semifinais                | Repescagem fase 1      | Repescagem fase 2      | Final                                | Pos.                                 |
| Atleta           | Evento  | Adversário e resultado | Adversário e resultado            | Adversário e resultado      | Adversário e resultado    | Adversário e resultado | Adversário e resultado | Adversário e resultado               | Pos.                                 |
| ---------------- | ------- | ---------------------- | --------------------------------- | --------------------------- | ------------------------- | ---------------------- | ---------------------- | ------------------------------------ | ------------------------------------ |
| Vasyl Fedoryshyn | −60 kg  |                        | USA Zadick V 5-0, 6-0             | KGZ Bazarguruev V 2-0, 1-0  | JPN Yumoto V 3-2, 1-0     |                        |                        | RUS Batirov D 0-1, 1-2               | Medalha de prata                     |
| Andriy Stadnik   | −66 kg  | USA Schwab V 2-0, 4-0  | IND Kumar V 2-1, 6-0              | BLR Batyrov V 4-1, 1-4, 0-3 | KAZ Spiridonov V 1-0, 2-0 |                        |                        | TUR Şahin D 2-2, 1-2, 2-2            | Medalha de prata                     |
| Ibragim Aldatov  | −74 kg  |                        | KGZ Gitinov D 3-0, 1-2, 1-2       | Não avançou                 | Não avançou               | Não avançou            | Não avançou            | Não avançou                          | Não avançou                          |
| Taras Danko      | −84 kg  |                        | COL Mosquera V 3-0, 3-0           | TJK Abdusalomov D 1-0, 6-0  | Não avançou               | Não avançou            | AUS Kumar V 3-0, 6-0   | Disp. bronze TUR Balcı V 1-0, 2-0    | Medalha de bronze                    |
| Georgii Tibilov  | −96 kg  |                        | RUS Muradov D 1-0, 0-1, 0-1       | Não avançou                 | Não avançou               |                        | TUR Koç V 1-0, 3-1     | Disp. bronze AZE Gazyumov D 0-5, 0-2 | Disp. bronze AZE Gazyumov D 0-5, 0-2 |
| Ivan Ishchenko   | −120 kg |                        | TUR Aydin Polatci D 3-0, 0-1, 0-1 | Não avançou                 | Não avançou               | Não avançou            | Não avançou            | Não avançou                          | Não avançou                          |

Greco-romana masculino
| Atleta                | Evento  | Qualificação                    | Oitavas de final        | Quartas de final             | Semifinais             | Repescagem fase 1      | Repescagem fase 2             | Final                                   | Pos.              |
| Atleta                | Evento  | Adversário e resultado          | Adversário e resultado  | Adversário e resultado       | Adversário e resultado | Adversário e resultado | Adversário e resultado        | Adversário e resultado                  | Pos.              |
| --------------------- | ------- | ------------------------------- | ----------------------- | ---------------------------- | ---------------------- | ---------------------- | ----------------------------- | --------------------------------------- | ----------------- |
| Yuri Koval            | −55 kg  | SRB Fris D 4-6, 2-1, 1-3        | Não avançou             | Não avançou                  | Não avançou            | Não avançou            | Não avançou                   | Não avançou                             | Não avançou       |
| Armen Vardanyan       | −66 kg  |                                 | AZE Mansurov V 3-0, 3-0 | KGZ Begaliev D 0-3, 2-0, 2-1 |                        |                        | USA Deitchler V 1-0, 1-3, 1-0 | Disp. bronze BUL Gergov V 4-1, 1-2, 6-1 | Medalha de bronze |
| Volodimir Shatskykh   | −74 kg  | ARM Julfalakyan D 1-1, 1-1, 1-1 | Não avançou             | Não avançou                  | Não avançou            | Não avançou            | Não avançou                   | Não avançou                             | Não avançou       |
| Oleksandr Daragan     | −84 kg  | IRI Tahmasebi D 0-4, 2-1, 3-3   | Não avançou             | Não avançou                  | Não avançou            | Não avançou            | Não avançou                   | Não avançou                             | Não avançou       |
| Oleg Kryoka           | −96 kg  | TUR Özal D 2-4, 2-1, 1-1        | Não avançou             | Não avançou                  | Não avançou            | Não avançou            | Não avançou                   | Não avançou                             | Não avançou       |
| Oleksandr Chernetskyi | −120 kg | USA Byers D 1-1, 1-2            | Não avançou             | Não avançou                  | Não avançou            | Não avançou            | Não avançou                   | Não avançou                             | Não avançou       |

Livre feminino
| Atleta           | Evento | Qualificação           | Oitavas de final              | Quartas de final       | Semifinais             | Repescagem fase 1      | Repescagem fase 2      | Final                       | Pos.              |
| Atleta           | Evento | Adversário e resultado | Adversário e resultado        | Adversário e resultado | Adversário e resultado | Adversário e resultado | Adversário e resultado | Adversário e resultado      | Pos.              |
| ---------------- | ------ | ---------------------- | ----------------------------- | ---------------------- | ---------------------- | ---------------------- | ---------------------- | --------------------------- | ----------------- |
| Irini Merleni    | −48 kg |                        | MGL Tsogtbazar V 5-0 F        | JPN Icho D 0-5 F       | Não avançou            | Não avançou            | CHN Xiaomei V 4-1 F    | Disp. bronze USA Chun V 4-1 | Medalha de bronze |
| Tetyana Lazareva | −55 kg |                        | USA Van Dusen D 4-1, 1-1, 0-7 | Não avançou            | Não avançou            | Não avançou            | Não avançou            | Não avançou                 | Não avançou       |
| Yuliya Ostapchuk | −63 kg |                        | USA Miller D 2-0, 0-2, 0-3    | Não avançou            | Não avançou            | Não avançou            | Não avançou            | Não avançou                 | Não avançou       |
| Svitlana Sayenko | −72 kg |                        | ESP Unda D 0-1, 1-3           | Não avançou            | Não avançou            | Não avançou            | Não avançou            | Não avançou                 | Não avançou       |

### Nado sincronizado
| Atleta                        | Evento | Rotina técnica | Rotina técnica | Rotina livre (prel.) | Rotina livre (prel.) | Rotina livre (prel.) | Rotina livre (prel.) | Rotina livre (Final) | Rotina livre (Final) | Rotina livre (Final) | Rotina livre (Final) |
| Atleta                        | Evento | Pts.           | Pos.           | Pts.                 | Pos.                 | Total Pts.           | Pos.                 | Pts.                 | Pos.                 | Total Pts.           | Pos.                 |
| ----------------------------- | ------ | -------------- | -------------- | -------------------- | -------------------- | -------------------- | -------------------- | -------------------- | -------------------- | -------------------- | -------------------- |
| Daria Iusko Kseniya Sydorenko | Dueto  | 92.167         | 8              | 92.667               | 8                    | 92.417               | 8 Q                  | 93.167               | 8                    | 92.667               | 8                    |

### Natação
| Atleta                                                              | Evento                    | Elim.    | Elim. | Semifinal   | Semifinal   | Final       | Final       |
| Atleta                                                              | Evento                    | Tempo    | Pos.  | Tempo       | Pos.        | Tempo       | Pos.        |
| ------------------------------------------------------------------- | ------------------------- | -------- | ----- | ----------- | ----------- | ----------- | ----------- |
| Yuriy Yegoshin                                                      | 50 m livre masculino      | 22.77    | 42    | Não avançou | Não avançou | Não avançou | Não avançou |
| Yuriy Yegoshin                                                      | 100 m livre masculino     | 49.56    | 36    | Não avançou | Não avançou | Não avançou | Não avançou |
| Sergii Advena                                                       | 200 m livre masculino     | 1:48.18  | 23    | Não avançou | Não avançou | Não avançou | Não avançou |
| Sergii Advena                                                       | 200 m borboleta masculino | 1:56.24  | 14    | 1:56.64     | 15          | Não avançou | Não avançou |
| Sergiy Fesenko                                                      | 400 m livre masculino     | 3:47.75  | 16    | Não avançou | Não avançou | Não avançou | Não avançou |
| Sergiy Fesenko                                                      | 1500 m livre masculino    | 15:13.03 | 17    | Não avançou | Não avançou | Não avançou | Não avançou |
| Oleksandr Isakov                                                    | 100 m costas masculino    | 56.55    | 38    | Não avançou | Não avançou | Não avançou | Não avançou |
| Oleksandr Isakov                                                    | 200 m costas masculino    | 2:03.59  | 39    | Não avançou | Não avançou | Não avançou | Não avançou |
| Oleg Lisogor                                                        | 100 m peito masculino     | 1:00.65  | 12 Q  | 1:00.31     | 9           | Não avançou | Não avançou |
| Igor Borysik                                                        | 100 m peito masculino     | 1:00.31  | 8 Q   | 1:00.55     | 8 Q         | 1:00.20     | 7           |
| Igor Borysik                                                        | 200 m peito masculino     | 2:11.08  | 14    | 2:10.99     | 14          | Não avançou | Não avançou |
| Valerii Dymo                                                        | 200 m peito masculino     | 2:11.65  | 22    | Não avançou | Não avançou | Não avançou | Não avançou |
| Andrii Serdinov                                                     | 100 m borboleta masculino | 51.10    | 3     | 51.41       | 6           | 51.59       | 7           |
| Sergii Breus                                                        | 100 m borboleta masculino | 51.82    | 7     | 52.05       | 13          | Não avançou | Não avançou |
| Denys Sylantiev                                                     | 200 m borboleta masculino | 1:57.02  | 21    | Não avançou | Não avançou | Não avançou | Não avançou |
| Vadym Lepskyy                                                       | 200 m medley masculino    | 2:01.73  | 28    | Não avançou | Não avançou | Não avançou | Não avançou |
| Vadym Lepskyy                                                       | 400 m medley masculino    | 4:20.96  | 20    | Não avançou | Não avançou | Não avançou | Não avançou |
| Igor Chervynskiy                                                    | 10 km masculino           |          |       |             |             | 1:52:14.7   | 12          |
| Oleksandr Isakov Valerii Dymo Sergii Breus Yuriy Yegoshin           | 4x100 m medley masculino  | 3:38.76  | 15    | Não avançou | Não avançou | Não avançou | Não avançou |
| Oksana Serikova                                                     | 50 m livre feminino       | 25.65    | 32    | Não avançou | Não avançou | Não avançou | Não avançou |
| Darya Stepanyuk                                                     | 100 m livre feminino      | 55.51    | 27    | Não avançou | Não avançou | Não avançou | Não avançou |
| Natilya Khudyakova                                                  | 200 m livre feminino      | 2:02.27  | 35    | Não avançou | Não avançou | Não avançou | Não avançou |
| Natilya Khudyakova                                                  | 400 m livre feminino      | 4:18.34  | 33    | Não avançou | Não avançou | Não avançou | Não avançou |
| Iryna Amshennikova                                                  | 100 m costas feminino     | 1:02.85  | 37    | Não avançou | Não avançou | Não avançou | Não avançou |
| Iryna Amshennikova                                                  | 200 m costas feminino     | 2:15.78  | 33    | Não avançou | Não avançou | Não avançou | Não avançou |
| Kateryna Zubkova                                                    | 100 m costas feminino     | 1:01.25  | 21    | Não avançou | Não avançou | Não avançou | Não avançou |
| Kateryna Zubkova                                                    | 200 m costas feminino     | 2:12.64  | 21    | Não avançou | Não avançou | Não avançou | Não avançou |
| Kateryna Zubkova                                                    | 100 m borboleta feminino  | 0:58.99  | 24    | Não avançou | Não avançou | Não avançou | Não avançou |
| Anna Khlistunova                                                    | 100 m peito feminino      | 1:09.95  | 25    | Não avançou | Não avançou | Não avançou | Não avançou |
| Yuliya Pidlisna                                                     | 100 m peito feminino      | 1:09.72  | 24    | Não avançou | Não avançou | Não avançou | Não avançou |
| Yuliya Pidlisna                                                     | 200 m peito feminino      | 2:28.84  | 23    | Não avançou | Não avançou | Não avançou | Não avançou |
| Tetyana Khala                                                       | 200 m peito feminino      | 2:12.16  | 23    | Não avançou | Não avançou | Não avançou | Não avançou |
| Hanna Dzerkal                                                       | 200 m medley feminino     | 2:18.25  | 25    | Não avançou | Não avançou | Não avançou | Não avançou |
| Nataliya Samorodina                                                 | 10 km feminino            |          |       |             |             | 2:10:41.6   | 23          |
| Darya Stepanyuk Kateryna Dikidzhi Hanna Dzerkal Nataliya Khudyakova | 4x100 m livre feminino    | 3:44.72  | 14    | Não avançou | Não avançou | Não avançou | Não avançou |
| Iryna Amshennikova Yuliya Pidlisna Kateryna Zubkova Darya Stepanyuk | 4x200 m livre feminino    | 4:08.62  | 16    | Não avançou | Não avançou | Não avançou | Não avançou |

### Pentatlo moderno
| Atleta              | Evento    | Tiro | PPM  | Esgrima | PPM | Natação | PPM  | Hipismo | PPM  | Corrida  | PPM  | Total | Pos.              |
| ------------------- | --------- | ---- | ---- | ------- | --- | ------- | ---- | ------- | ---- | -------- | ---- | ----- | ----------------- |
| Dmytro Kipulyanskyy | Masculino | 184  | 1144 | 20      | 880 | 2:04.37 | 1308 | 71.16   | 1088 | 10:01.57 | 996  | 5416  | 9                 |
| Pavlo Tymoshchenko  | Masculino | 185  | 1156 | 22      | 908 | 2:09.20 | 1252 | 73.29   | 1048 | 09:42.61 | 1072 | 5436  | 7                 |
| Victoria Tereshuk   | Feminino  | 178  | 1072 | 22      | 928 | 2:13.97 | 1316 | 70.10   | 1088 | 10:13.25 | 1268 | 5672  | Medalha de bronze |

### Remo
| Atleta(s)                                                                    | Evento                    | Elims.  | Elims. | Repescagem | Repescagem | Semifinais | Semifinais | Final           | Final |
| Atleta(s)                                                                    | Evento                    | Tempo   | Pos.   | Tempo      | Pos.       | Tempo      | Pos.       | Tempo           | Pos.  |
| ---------------------------------------------------------------------------- | ------------------------- | ------- | ------ | ---------- | ---------- | ---------- | ---------- | --------------- | ----- |
| Sergii Gryn Volodymyr Pavlovskyi Oleg Lykov Sergiy Biloushchenko             | Skiff quádruplo masculino | 5:40.11 | 1 Q    |            |            | 6:03.71    | 5 FB       | Final B 5:47.89 | 8     |
| Kateryna Tarasenko Yana Dementyeva                                           | Skiff duplo feminino      | 7:25.03 | 5      | 7:06.77    | 4 FB       |            |            | Final B 7:17.82 | 7     |
| Svitlana Spiryukhova Olena Olefirenko Nataliya Lyal’chuk Tetiana Kolesnikova | Skiff quádruplo feminino  | 6:17.84 | 2      | 6:41.45    | 4 FA       |            |            | Final A 6:20.02 | 4     |

### Saltos ornamentais
| Atleta                             | Eventos                              | Prel.  | Prel. | Semifinal   | Semifinal   | Final       | Final             |
| Atleta                             | Eventos                              | Pts.   | Pos.  | Pts.        | Pos.        | Pts.        | Pos.              |
| ---------------------------------- | ------------------------------------ | ------ | ----- | ----------- | ----------- | ----------- | ----------------- |
| Illya Kvasha                       | Trampolim 3 m individual masculino   | 461.65 | 8     | 439.55      | 15          | Não avançou | Não avançou       |
| Yuriy Shlyakhov                    | Trampolim 3 m individual masculino   | 405.05 | 23    | Não avançou | Não avançou | Não avançou | Não avançou       |
| Kostyantyn Milyayev                | Plataforma 10 m individual masculino | 410.05 | 20    | Não avançou | Não avançou | Não avançou | Não avançou       |
| Anton Zakharov                     | Plataforma 10 m individual masculino | 344.95 | 29    | Não avançou | Não avançou | Não avançou | Não avançou       |
| Illya Kvasha Oleksiy Prygorov      | Trampolim 3 m sincronizado masculino |        |       |             |             | 415.05      | Medalha de bronze |
| Olena Fedorova                     | Trampolim 3 m individual feminino    | 323.75 | 7     | 329.10      | 6           | 298.40      | 11                |
| Anna Pysmenska                     | Trampolim 3 m individual feminino    | 223.50 | 26    | Não avançou | Não avançou | Não avançou | Não avançou       |
| Iuliia Prokopchuk                  | Plataforma 10 m individual feminino  | 290.40 | 20    | Não avançou | Não avançou | Não avançou | Não avançou       |
| Mariya Voloshchenko Anna Pysmenska | Trampolim 3 m sincronizado feminino  |        |       |             |             | 293.10      | 7                 |

### Tênis
| Atleta                               | Evento           | Fase de 64                  | Fase de 32                          | Oitavas de final                 | Quartas de final                     | Semifinais                          | Final                                | Final       |
| Atleta                               | Evento           | Adversário e resultado      | Adversário e resultado              | Adversário e resultado           | Adversário e resultado               | Adversário e resultado              | Adversário e resultado               | Pos.        |
| ------------------------------------ | ---------------- | --------------------------- | ----------------------------------- | -------------------------------- | ------------------------------------ | ----------------------------------- | ------------------------------------ | ----------- |
| Alona Bondarenko                     | Simples feminino | VEN Sequera V 6-1 1-0(ret.) | SRB Jankovic D 5-7 1-6              | Não avançou                      | Não avançou                          | Não avançou                         | Não avançou                          | Não avançou |
| Kateryna Bondarenko                  | Simples feminino | RUS Dementieva D 1-6 4-6    | Não avançou                         | Não avançou                      | Não avançou                          | Não avançou                         | Não avançou                          | Não avançou |
| Mariya Koryttseva                    | Simples feminino | ISR Obziler V 5-7 7-5 6-4   | CZE Safarova D 6-2 1-6 5-7          | Não avançou                      | Não avançou                          | Não avançou                         | Não avançou                          | Não avançou |
| Tatiana Perebiynis                   | Simples feminino | BLR Azarenka D 4-6 7-5 4-6  | Não avançou                         | Não avançou                      | Não avançou                          | Não avançou                         | Não avançou                          | Não avançou |
| Alona Bondarenko Kateryna Bondarenko | Duplas femininas |                             | ESP Garrigues/Pascual V 6-3 6-3     | BLR Govortsova/Kustova V 6-1 6-3 | ITA Pennetta/Schiavone V 6-1 3-6 7-5 | USA Williams/Williams D 6-4 4-6 1-6 | Disp. bronze CHN Yan/Zheng D 2-6 2-6 | 4           |
| Mariya Koryttseva Tatiana Perebiynis | Duplas femininas |                             | POL Domachowska/Radwanska D 2-6 2-6 | Não avançou                      | Não avançou                          | Não avançou                         | Não avançou                          | Não avançou |

### Tênis de mesa
| Atleta                | Evento               | Preliminar                              | Fase 1                                              | Fase 2                 | Fase 3                 | Fase 4                 | Quartas de final       | Semifinais             | Final                  |
| Atleta                | Evento               | Adversário e resultado                  | Adversário e resultado                              | Adversário e resultado | Adversário e resultado | Adversário e resultado | Adversário e resultado | Adversário e resultado | Adversário e resultado |
| --------------------- | -------------------- | --------------------------------------- | --------------------------------------------------- | ---------------------- | ---------------------- | ---------------------- | ---------------------- | ---------------------- | ---------------------- |
| Kou Lei               | Individual masculino | CGO Saka D 11-5, 9-11, 8-11, 6-11, 9-11 | Não avançou                                         | Não avançou            | Não avançou            | Não avançou            | Não avançou            | Não avançou            | Não avançou            |
| Margaryta Pesotska    | Individual feminino  | KAZ Shumakova V 11-8, 11-6, 11-6, 11-6  | ESP Fang D 11-9, 8-11, 4-11, 7-11, 9-11             | Não avançou            | Não avançou            | Não avançou            | Não avançou            | Não avançou            | Não avançou            |
| Tetyana Sorochinskaya | Individual feminino  | EGY Yossry V 11-5, 11-4, 12-10, 11-7    | ITA Monfardini D 7-11, 6-11, 11-9, 4-11, 11-7, 11-4 | Não avançou            | Não avançou            | Não avançou            | Não avançou            | Não avançou            | Não avançou            |

### Tiro
| Atleta             | Evento                                    | Qual.  | Qual. | Final               | Final       | Pos.             |
| Atleta             | Evento                                    | Escore | Pos.  | Escore              | Pos.        | Pos.             |
| ------------------ | ----------------------------------------- | ------ | ----- | ------------------- | ----------- | ---------------- |
| Artur Aivazian     | Carabina de ar 10 m masculino             | 592    | 21    | Não avançou         | Não avançou | Não avançou      |
| Artur Aivazian     | Carabina deitado 50 m masculino           | 599    | 1     | 702.7               | 1           | Medalha de ouro  |
| Artur Aivazian     | Carabina três posições masculino          | 1165   | 19    | Não avançou         | Não avançou | Não avançou      |
| Oleksandr Lazeykin | Carabina de ar 10 m masculino             | 594    | 11    | Não avançou         | Não avançou | Não avançou      |
| Jury Sukhorukov    | Carabina deitado 50 m masculino           | 589    | 36    | Não avançou         | Não avançou | Não avançou      |
| Jury Sukhorukov    | Carabina três posições masculino          | 1174   | 3     | 1272.4              | 2           | Medalha de prata |
| Oleg Omelchuk      | Pistola de ar comprimido a 10 m masculino | 579    | 17    | Não avançou         | Não avançou | Não avançou      |
| Oleg Omelchuk      | Pistola livre 50 m masculino              | 563    | 3 Q   | 658.9 desempate 6.5 | 4           | 4                |
| Ivan Rybovalov     | Pistola de ar comprimido a 10 m masculino | 572    | 35    | Não avançou         | Não avançou | Não avançou      |
| Ivan Rybovalov     | Pistola livre 50 m masculino              | 553    | 20    | Não avançou         | Não avançou | Não avançou      |
| Roman Bondaruk     | Tiro rápido 25 m masculino                | 580    | 3     | 774.7               | 6           |                  |
| Oleksandr Petriv   | Tiro rápido 25 m masculino                | 580    | 4     | 780.2               | 1           | Medalha de ouro  |
| Mykola Milchev     | Skeet masculino                           | 109    | 35    | Não avançou         | Não avançou | Não avançou      |
| Natallia Kalnysh   | Pistola de ar 10 m feminino               | 393    | 27    | Não avançou         | Não avançou | Não avançou      |
| Natallia Kalnysh   | Carabina três posições feminino           | 571    | 31    | Não avançou         | Não avançou | Não avançou      |
| Dariya Sharipova   | Carabina de ar 10 m feminino              | 384    | 45    | Não avançou         | Não avançou | Não avançou      |
| Darya Shytko       | Carabina três posições feminino           | 577    | 20    | Não avançou         | Não avançou | Não avançou      |
| Olena Kostevych    | Pistola de ar 10 m feminino               | 378    | 31    | Não avançou         | Não avançou | Não avançou      |
| Olena Kostevych    | Pistola livre 25 m feminino               | 288    | 25    | Não avançou         | Não avançou | Não avançou      |

### Tiro com arco
| Atleta                                          | Evento               | Fase de classificação | Fase de classificação | Fase de 64                   | Fase de 32                             | Oitavas de final        | Quartas de final                 | Semifinais                           | Final                      | Final           |
| Atleta                                          | Evento               | Escore                | Pos.                  | Adversário e resultado       | Adversário e resultado                 | Adversário e resultado  | Adversário e resultado           | Adversário e resultado               | Adversário e resultado     | Pos.            |
| ----------------------------------------------- | -------------------- | --------------------- | --------------------- | ---------------------------- | -------------------------------------- | ----------------------- | -------------------------------- | ------------------------------------ | -------------------------- | --------------- |
| Markiyan Ivashko                                | Individual masculino | 658                   | 32                    | ESP Morillo (33) D 115-107   | Não avançou                            | Não avançou             | Não avançou                      | Não avançou                          | Não avançou                | 41              |
| Oleksandr Serdyuk                               | Individual masculino | 661                   | 20                    | GER Pieper (45) V 107-105    | POL Dobrowolski (13) D 111(+9)-111(+8) | Não avançou             | Não avançou                      | Não avançou                          | Não avançou                | 18              |
| Viktor Ruban                                    | Individual masculino | 678                   | 3                     | EGY Youssef (62) V 111-96    | AUS Naray (30) V 115-105               | POL Proć (19) V 114-108 | JPN Ryuichi (22) V 115-106       | RUS Badënov (31) V 112(+20)-112(+18) | KOR Kyung-Mo (4) V 113-112 | Medalha de ouro |
| Markiyan Ivashko Oleksandr Serdyuk Viktor Ruban | Equipes masculinas   | 1997                  | 2                     |                              |                                        | bye                     | Taipé Chinês (TPE) (7) V 214-211 | Itália (ITA) (6) D 223-221           | China (CHN) (12) D 222-219 | 4               |
| Tetyana Berezhna                                | Individual feminino  | 627                   | 38                    | CHN Zhang (27) D 109-97      | Não avançou                            | Não avançou             | Não avançou                      | Não avançou                          | Não avançou                | 38              |
| Viktoriya Koval                                 | Individual feminino  | 641                   | 21                    | CZE Horáčková (44) V 109-107 | MEX Roman (12) D 105-111               | Não avançou             | Não avançou                      | Não avançou                          | Não avançou                | 21              |

### Triatlo
| Atleta                 | Evento    | Natação | Ciclismo | Corrida | Total      | Pos. |
| ---------------------- | --------- | ------- | -------- | ------- | ---------- | ---- |
| Andriy Gluschenko      | Masculino | 18:59   | -1 volta | DNF     | DNF        | DNF  |
| Volodymyr Polikarpenko | Masculino | 18:23   | 58:58    | 34:32   | 1:52:51.74 | 35   |
| Yuliya Spunova         | Feminino  | 21:02   | 1:05:18  | 36:09   | 2:03:34.39 | 24   |

### Vela
| Atleta                            | Evento         | Regata | Regata | Regata | Regata | Regata   | Regata | Regata | Regata   | Regata | Regata | Regata      | Regata | Regata | Regata | Regata | Regata      | Escore | Pos. |
| Atleta                            | Evento         | 1      | 2      | 3      | 4      | 5        | 6      | 7      | 8        | 9      | 10     | 11          | 12     | 13     | 14     | 15     | M           | Escore | Pos. |
| --------------------------------- | -------------- | ------ | ------ | ------ | ------ | -------- | ------ | ------ | -------- | ------ | ------ | ----------- | ------ | ------ | ------ | ------ | ----------- | ------ | ---- |
| Maksym Oberemko                   | RS:X masculino | 3      | 16     | 4      | 9      | 13       | 11     | 24     | DSQ (36) | 11     | 12     |             |        |        |        |        | Não avançou | 103    | 12   |
| Olha Maslivets                    | RS:X feminino  | 5      | 6      | (14)   | 11     | 10       | 1      | 4      | 12       | 12     | 12     |             |        |        |        |        | 5           | 83     | 8    |
| Rodion Luka George Leonchuk       | 49er           | 6      | 11     | 12     | 15     | DSQ (20) | OCS 20 | 13     | 15       | 8      | 15     | 10          | 14     | CAN    | CAN    | CAN    | Não avançou | 139    | 15   |
| Pavlo Kalynchev Andriy Shafranyuk | Tornado        | 4      | (15)   | 6      | 13     | 15       | 11     | 12     | 14       | 13     | 11     | Não avançou |        |        |        |        |             | 99     | 13   |

Notas
- A regata 11 foi a regata da medalha para a classe Tornado

Legenda
| Recorde mundial      | Recorde mundial (World record)               |                       | Recorde africano                      | Recorde africano (African) |                                           | Q | Classificado por posição (Qualified) |
| Recorde olímpico     | Recorde olímpico (Olympic record)            | Recorde da América    | Recorde da América (Americas)         | q                          | Classificado por melhor tempo (Qualified) |   |                                      |
| Melhor marca do ano  | Melhor marca do ano (World leading)          | Recorde asiático      | Recorde asiático (Asian)              | DNS                        | Não largou (Did not start)                |   |                                      |
| Recorde nacional     | Recorde nacional (National record)           | Recorde europeu       | Recorde europeu (European)            | DNF                        | Não terminou (Did not finish)             |   |                                      |
| Recorde pessoal      | Recorde pessoal do atleta (Personal best)    | Recorde da Oceania    | Recorde da Oceania (Oceania)          | DSQ / DQ                   | Desclassificado (Disqualified)            |   |                                      |
| Recorde da temporada | Recorde da temporada do atleta (Season best) | Recorde sul-americano | Recorde sul-americano (South America) | NM                         | Sem marca (No mark)                       |   |                                      |

### Remo
| S | Classificado(a) para as semifinais |    |                        | FA | Final A (disputa de medalhas) |  |  | FD | Final D (sem medalhas) |
| Q | Classificado(a) para as quartas    | FB | Final B (sem medalhas) | FE | Final E (sem medalhas)        |  |  |    |                        |
| R | Classificado(a) para a repescagem  | FC | Final C (sem medalhas) | FF | Final F (sem medalhas)        |  |  |    |                        |

### Vela
| M   | Regata da Medalha da qual só participam os dez primeiros colocados das regatas anteriores  |  |  | CAN | Regata cancelada |
| BFD | Desclassificado por bandeira preta (Black Flag Disqualified)                               |  |  |     |                  |
| UFD | Desclassificado por bandeira "U" (U Flag Disqualified)                                     |  |  |     |                  |
| OCS | Largada queimada (On the Course Side of the starting line)                                 |  |  |     |                  |
| DNE | Desclassificação sem eliminação (infração a um item do regulamento da prova – Did Not End) |  |  |     |                  |